# Retroflexní ejektivní afrikáta
Retroflexní ejektivní afrikáta je souhláska používaná v některých jazycích. Jejím symbolem v IPA je (ʈʂʼ).
- Místo artikulace: dásňová souhláska (retroflexa). Uzávěra se vytváří mezi jazykem a dásňovým obloukem.
- Znělost: neznělá souhláska – při artikulaci jsou hlasivky v klidu.
- Ústní souhláska – vzduch prochází při artikulaci ústní dutinou.
- Souhláska je střední, což znamená, že je produkovaná a dovolující vzdušnému proudu, aby šel kolem středu jazyka, spíše než ze stran.
- Ejektivní souhláska – při řeči vzniká simultánním uzavřením hlasivek.